# Big Clown Pants
Big Clown Pants è un singolo della cantante e attrice statunitense Julie Brown, edito nel 2010 ed estratto dall'album Smell the Glamour.
Il brano è una parodia della canzone Bad Romance, di Lady Gaga.

## Tracce
1. Big Clown Pants – 4:13

## Il video
Non venne mai fatto nessun video per la canzone.